# Vetrinjska ulica

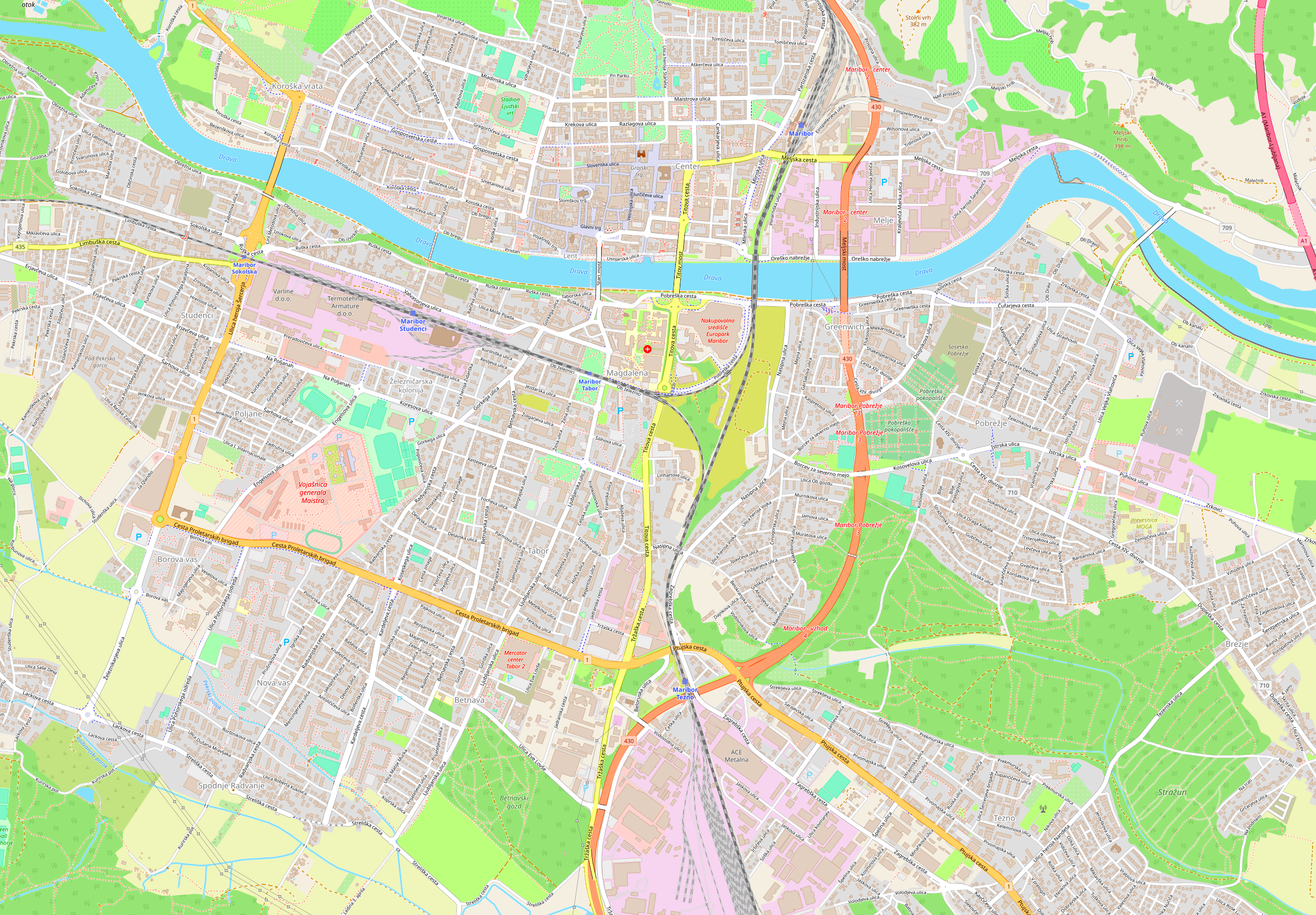

Vetrinjska ulica (deutsch: Viktringhofgasse) ist der Name einer Straße in der Altstadt von Maribor, Slowenien. Sie ist benannt nach dem in der Straße liegenden Anwesen Viktringhof (slowenisch: Vetrinjski dvor).

## Geschichte
Der älteste erhaltene Name der Straße ist Postgasse aus dem Jahr 1760.  Im Jahr 1822 erfolgte die Umbenennung in Alte Postgasse. 1846 und erneut im Jahr 1941 erhielt sie den Namen Viktringhofgasse. 1919 sowie 1945 erhielt sie mit Vetrinjska ulica die slowenische Bezeichnung dieses Namens.

## Lage
Die Straße beginnt am südlichen Ende des Grajski trg und verläuft nach Süden bis zur Einmündung in die Ulica kneza Koclja, westlich des Glavni trg.

## Abzweigende Straßen
Die Vetrinjska ulica berührt folgende Straßen und Orte (von Norden nach Süden): Jurčičeva ulica und Trg Leona Štuklja, Tkalski prehod und Ob jarku, Gosposka ulica.

## Bauwerke und Einrichtungen
Salzburški dvor
Vetrinjski dvor